# Bea Porqueres
Beatriu Porqueres Giménez, més coneguda com a Bea Porqueres   (Lleida, 1953) és Llicenciada en Filosofia i Lletres i Màster en Estudis de Dones per la Universitat de Barcelona. Des de 1975 es dedica a la docència, treball que combina amb l'activisme, la investigació i la divulgació de la història de les dones i l'art femení.
Ha publicat diverses obres sobre història crítica de l'art des d'una perspectiva feminista, entre les quals cal subratllar Reconstruir una tradición. Las artistas en el mundo occidental (Ed. Horas y Horas); Diez siglos de creatividad femenina. Otra Historia del arte (ICE de la Universitat Autònoma de Barcelona), La ciutat de les dames: ciutat i ciutadania (Ed. CCCB) o Les polítiques de dones a l'àmbit de la cultura (Ed. Institut Català de les Dones).